# Popis masovnih grobnica žrtava poslijeratnih ubojstava u Sloveniji
Popis masovnih grobnica žrtava poslijeratnih ubojstava u Sloveniji je popis masovnih grobnica žrtava poslijeratnih ubojstava od strane jugoslavenskih komunista tijekom svibnja i kolovoza 1945.
Prema trenutnim spoznajama poznato je više od 500 masovnih grobnica razne veličine samo u Sloveniji.
Stratišta kao Tezno i Teharje, Kočevski Rog, Zidani Most, Trbovlje, Slovenj Gradec već su dobrim dijelom otkriveni javnosti. Zaključujući prema prikupljenim svjedočanstvima i podacima koje su prikupile nekadašnje Demosove općinske komisije, ti podaci pokazuju da je Slovenija domovina mnogobrojnih grobnica i da je po okončanju Drugoga svjetskog rata u Sloveniji izvršen genocid nad slovenskim i hrvatskim narodom. Danas se nedvojbeno znad zna da su vršitelji pokolja odjeljenja VDV-a (Vojske državne varnosti, odn. Vojske državne sigurnosti), slovenska divizija KNOJ-a (Korpusa narodne obrane Jugoslavije) te Jugoslavenska armija, prije svega 3. armija, na čijem je čelu bio general Kosta Nađ. Po analizi stratišta slovenskih, hrvatskih, njemačkih i brojnih drugih zarobljenika, vojnika i civila od područja, primjerice, Zasavskoga Hribovja, Maribora, Škofje Loke do Celja, autor i predsjednik društva za uređenje prešućenih grobova tvrdi tvrdi da je u prvim danima nakon završetka Drugoga svjetskog rata ubijeno 189 tisuća hrvatskih domobrana i civila, od čega 145 tisuća su žrtve križnoga puta, žrtava Kočevskoga Roga je 14 tisuća, Zasavskoga Hribovja 24 tisuće te Brežičkoga polja šest tisuća.  Na stratištu u Slovenskom Konjicu je prema izjavama slovenskih svjedoka, pobijeno žrtava čiji broj dosiže veličinu dvaju Maribora. Slovenski tjednik Demokracija otkrio je da su vojni zarobljenici po Ozninoj naredbi u tvornici Impol u Slovenskoj Bistrici krajem Drugog svjetskog rata spalili oko 4000 leševa ubijenih ustaša, domobrana i hrvatskih civila, zbog čega je ta lokacija u medijima dobila naziv "slovenski Auschwitz". Više desetljeća potiho se govorilo u Slovenskoj Bistrici da su ti ljudi spaljeni u peći tvornice Impol, no ti događaji nikad dosad nisu dobili javnu potvrdu, niti sudski epilog. Ni ovo nije jedina priča o spaljivanju leševa. Prema pričanju preživjelog očevica, slovenska je Ozna 1945. godine iz Celja, navodno, odvela 98 djece u dobi od dvije do 15 godina starosti. Djecu su u zoru doveli u manji industrijski pogon u Lisci (dio Celja), u kojemu su se tada dezinfecirale vojničke odore. Prema riječima očevica, zapovjednik je izdvojio 18 najstarijih, a 80 su zatvorili u pogon i usmrtili plinom.

## Popis celjskih grobišta (30)
- Evidentirana masovna grobnica broj 0 : Spomen park koji pokriva područje Teharje i mjesta za odlaganja čvrstog otpada i otpadnih tvari cinkarne Celje i zapadnog dijela komunalnog odlagališta otpada
- Evidentirana masovna grobnica broj 1: Bežigrad-Gaje-Čret (cijelo industrijsko područje Celje - Cinkarna. Kod objekata emo,zeljezničke pruge, itd
- Evidentirana masovna grobnica broj 2: Mlinarjev Janez (trgovski objekt na teharskoj cesti)
- Evidentirana masovna grobnica broj 3: Selce-razvodna transformatorska stanica (između 2. i 3. dalekovoda)
- Evidentirana masovna grobnica broj 6: Mjesno groblje Mirna pot (uz groblje)
- Evidentirana masovna grobnica broj 3: Zgornja Hudinja-Nova vas (dva stambena područja, te silosi, tvornica Žična, park osnovne škole Hudinja, itd)
- Evidentirana masovna grobnica broj 5: Košnica (groblje, označeno s križem)
- Evidentirana masovna grobnica broj 7: Tumova ulica (kompletna ulica u Šmarjeti, ispred od Hudinje)
- Evidentirana masovna grobnica broj 8: Tudrež
- Evidentirana masovna grobnica broj 9: Babno (močvarno mjesto u blizini sela)
- Evidentirana masovna grobnica broj 10: Socka
- Evidentirana masovna grobnica broj 11: Zgornje selo
- Evidentirana masovna grobnica broj 12: Trnovlje pri Socki
- Evidentirana masovna grobnica broj 13: Čatrova hosta
- Evidentirana masovna grobnica broj 14: Sončni park (livade u stambenim naseljima lava polja)
- Evidentirana masovna grobnica broj 15: Bezovica
- Evidentirana masovna grobnica broj 16: Vojnik-pokopališče (pred zidom groblja kod parkirališta)
- Evidentirana masovna grobnica broj 17: Višnja vas
- Evidentirana masovna grobnica broj 18: Šmarjeta-Hmezad (trgovski objekt)
- Evidentirana masovna grobnica broj 19: Slovenijales-Medlog (trgovski objekt)
- Evidentirana masovna grobnica broj 20: Medlog-Lipovškov travnik (blizu naselja Lava)
- Evidentirana masovna grobnica broj 21: Vojnik-hmeljišče
- Evidentirana masovna grobnica broj 22: Vojnik pod gozdom
- Evidentirana masovna grobnica broj 23: Lindek-pod gradom
- Evidentirana masovna grobnica broj 24: Bukovje
- Evidentirana masovna grobnica broj 25: Rakova steza-nad Stražo
- Evidentirana masovna grobnica broj 26: Rakova steza-Stražica
- Evidentirana masovna grobnica broj 27: Kozjek
- Evidentirana masovna grobnica broj 28: Mestni park (Celjski mjesni park kod Savinje)
- Evidentirana masovna grobnica broj 29: Na gričku-Petriček

Uredbom o regulaciji osiguranja i privremenih grobova i grobnica žrtava rata i poeracarata na području općine, od strane Skupštine općine usvojili 1993/02/19, do sada je na području općine Celje pronađeno 30 masovnih grobova.
Napušteni rudnik nije na popisu.